# David et Lisa
Pour les articles homonymes, voir David.
Pour plus de détails, voir Fiche technique et Distribution.
David et Lisa (David and Lisa) est le premier film de Frank Perry (États-Unis - 1962), écrit en collaboration avec sa première épouse Eleanor Perry, d'après une nouvelle de Theodore Isaac Rubin.

## Synopsis
Ce film nommé pour deux Oscars raconte une histoire d'amour entre deux jeunes très différents, profondément névrosés, soignés dans une clinique psychiatrique innovante. David souffre de troubles obsessionnels-compulsifs, Lisa du trouble de la personnalité multiple.

## Fiche technique
- Titre original : David and Lisa
- Réalisation : Frank Perry
- Assistant-réalisateur : Tony La Marca
- Scénario : Eleanor Perry, d'après une nouvelle de Theodore Isaac Rubin
- Script-girl : Elizabeth Todd
- Directeur de la photographie : Leonard Hirschfeld
- Musique : Mark Lawrence (musicien), arrangée et dirigée par Norman Paris
- Décors : Paul M. Heller, Gene Callahan
- Costumes : Anna Hill Johnstone
- Montage : Irving Oshman
- Son : Karl Storr
- Producteur : Paul M. Heller / Producteur associé : Lee R. Bobker
- Sociétés de production : Lisa and David Company, Vision Associates Inc.
- Pays :  États-Unis
- Genre : Drame
- Durée : 95 minutes
- Dates de sortie : 
  - 18 décembre 1962 (USA)
  - 27 août 1962 (Mostra de Venise)
  - 10 juin 1964 (France)

## Distribution
- Keir Dullea : David Clemens, un jeune homme de 18 ans souffrant de névrose obsessionnelle
- Janet Margolin : Lisa Brandt, une jeune schizophrène dont il s'éprend
- Howard Da Silva : Le docteur Alan Swinford, le psychiatre de l'institution
- Neva Patterson : Mrs Clemens, la mère de David
- Richard MacMurray : Stewart Clemens, le père de David
- Nancy Nutter : Maureen
- Matthew Anden : Simon, le voisin de chambre de David
- Coni Hudak : Kate
- Jaime Sánchez : Carlos
- Janel Lee Parker : Sandra
- Karen Lynn Gorney : Josette
- Clifton James : John
- Frank Perry (non crédité) : le marchand de journaux

## Palmarès
- Prix Prima Opera à la Mostra de Venise 1962 (ex aequo avec Los inundados)